# Občina
Óbčina je osnovna lokalna skupnost, ki v okviru zakonodaje samostojno ureja svoje zadeve in izvaja določene zakonske predpise in naloge na področjih, ki so ji dodeljeni. Občino sestavlja območje enega ali več naselij, povezanih s skupnimi interesi prebivalcev. Predstavnik občine je po večinskem volilnem sistemu izvoljeni župan.

## Slovenske občine
Slovenija je upravno razdeljena na 212 občin, med katerimi jih ima 12 status mestne občine. Občine v Republiki Sloveniji ureja Zakon o lokalni samoupravi. Po tem zakonu se občine lahko povezujejo v pokrajine, čeprav zaenkrat te uradno še niso bile ustanovljene.
Občina ima najmanj 5000 prebivalcev, razen če gre za ustanovitev nove občine z združitvijo dveh ali več občin ali za geografske, obmejne, narodnostne, zgodovinske ali gospodarske razloge.
| 1,0 | 0,9 | 0,8 | 0,7 | 0,6 | 0,5 | 0,4 | 0,3 | 0,2 | 0,1 | 0,0 |
|     |     |     |     |     |     |     |     |     |     |     |

## Občinski simboli
Vsaka slovenska občina ima svoj poseben občinski grb, zastavo in občinski praznik, ki so njihovi simboli.